# Tamina (rivier)

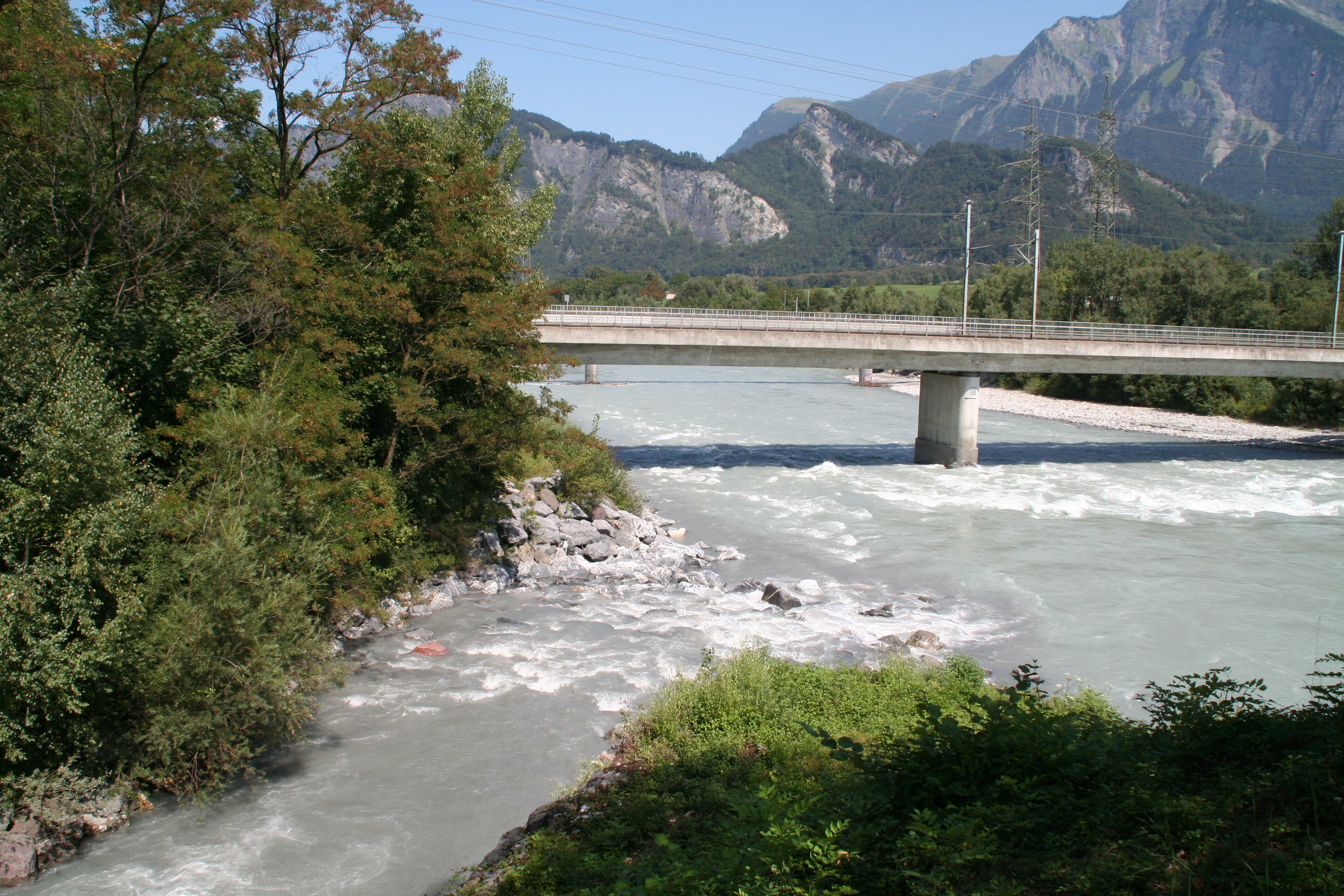
Monding van de Tamina in de Rijn bij Bad Ragaz

De Tamina is een kleine bergrivier in Zwitserland die uitmondt in de Rijn nabij Bad Ragaz. De Tamina stroomt door het Tamina-dal en ter hoogte van Pfäfers door een zeer nauwe, diepe kloof: de Tamina-Schlucht.
De Tamina is in Zwitserland vooral bekend vanwege de warmwaterbron aan zijn loop ter hoogte van Valens. Aan dat water wordt al sinds eeuwen een geneeskrachtige werking toegeschreven. Dit water werd aanvankelijk benut op de bodem van de kloof, waar patiënten in manden naar beneden konden worden gelaten langs de steile kloofwand. Dicht bij de bron is in de 17e eeuw het huidige "Alte Bad Pfäfers" gebouwd, een hotel en badhuis. Vanwege de nog altijd slechte toegankelijkheid leidt men sinds de 19e eeuw het warme water door een (aanvankelijk houten) pijpleiding naar Bad Ragaz, waar een kuuroord is ontstaan. Sinds de vijftiger jaren van de 20e eeuw wordt een deel van het warme water ook naar de revalidatie-kliniek in Valens gepompt.
- Gemeinsame Normdatei: 4405752-0
- Virtual International Authority File: 244718042